# Famille Konoe

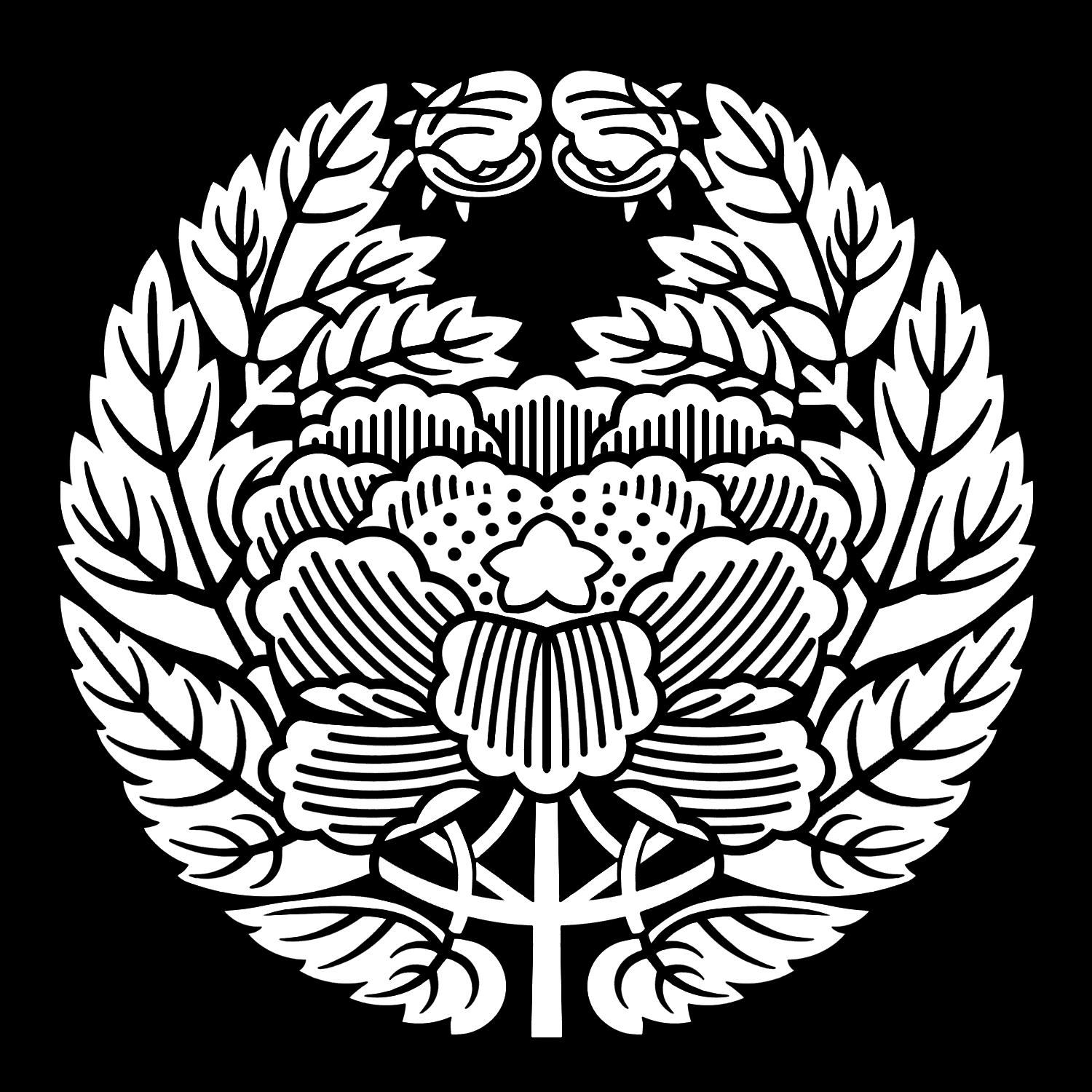
Motif Konoe Peony

La famille Konoe (近衛家, Konoe-ke) est un clan japonais qui, en tant que partie du clan Fujiwara, exerce depuis l'époque de Heian et pendant des siècles, une immense influence politique sur la cour et fournit de nombreux régents sesshō et kanpaku ainsi que de nombreuses femmes pour le tennō.

## Histoire
La Konoe-ke est née d'une scission de la puissante branche Fujiwara, le clan Hokke fondé par Konoe Motozane, et soutenu par Taira no Kiyomori.
La maison était la plus grande des cinq maisons de régents Fujiwara (五摂家) de la dynastie Fujiwara.
Le chef de famille suit habituellement le cursus honorum japonais, qui lui confère le rang de cour approprié : du poste de chūnagon (権中納言) il est nommé au poste de « chancelier de l'intérieur » (naidaijin), puis au poste de « chancelier de Droite » (udaijin). Il est souvent nommé régent, simultanément ou peu après sa prise de fonction comme « chancelier de Gauche » (sadaijin). La plupart des régents démissionnent après quelques années et reçoivent souvent le titre de chancelier du royaume (daijō-daijin). Beaucoup se retirent aussi dans des monastères bouddhistes comme le font les empereurs retirés.
Il est de tradition chez les Konoe d'entretenir la calligraphie comme forme artistique. Hisamichi, Taneie et Konoe Nobutada en particulier passent pour des représentants accomplis de leur art.
L'importance politique de la cour impériale est déjà très gravement amoindrie dès la fin de l'époque de Heian, depuis qu'en 1221 la nomination d'un régent requiert le consentement du shogunat. Avec la création du shogunat Tokugawa, le rôle de la cour est entièrement confiné au protocole. À cette époque, il est habituel de conférer des postes et des titres aux enfants. Tel est le cas de Konoe Sakihisa par exemple, qui, dès l'âge de 5 ans, est élevé au cinquième rang de la cour. À 13 ans, il est naidaijin et, à 18, régent.
Entre la guerre d'Ōnin et 1600, la résidence des Konoe est détruite à quatre reprises par des incendies et la première reconstruction partielle entreprise en 1472 n'est toujours pas terminée en 1489.
Durant l'époque Sengoku, le principe de primogéniture est strictement mis en œuvre : pratiquement tous les cadets sont envoyés dans des monastères dès leur jeune âge ou adoptés par d'autres familles de la noblesse. Finalement, la famille Konoe parvient aussi à assurer son influence au sein de la noblesse militaire en faisant adopter ses membres par leurs prestigieuses familles ou en leur donnant leurs filles à épouser. Beaucoup d'entre elles sont également consorts car il est de pratique courante pour les empereurs que l'épouse impériale vienne de l'autre clan Fujiwara. Depuis environ 1560, la famille Hino est obligée (kerai) des Konoe jusqu'à ce que survienne une dispute en 1602. En 1679, le revenu attesté de 1 800 koku pour la famille est plutôt modeste. À cette époque, la famille est liée à la secte bouddhiste Nichiren. Konoe Fusatsugu, Konoe Masaie et Hisamichi en sont des disciples particulièrement convaincus.
Après la réforme du système nobiliaire japonais (kazoku) de 1884 en cinq classes, les chefs des familles font partie de la première classe, celle des « princes » (kōshaku) et les membres subordonnés mâles sont faits « comtes ». Cette situation, qui perdure jusqu'en 1945, leur permet de continuer à exercer directement leur influence politique à partir de leurs sièges à la Chambre des pairs du Japon.
Au cours des siècles, la famille a accumulé d'importantes archives et des trésors d'art. Ceux-ci sont gérés par la fondation Yōmei Bunko, créée en 1938 par le vingt-neuvième chef de famille et Premier ministre Fumimaro Konoe. Le Musée national de Tokyo a organisé au début de 2008 une exposition de plus de 200 000 objets de l'inventaire.

## Membres historiquement significatifs

### Époques de Heian et de Kamakura
- Konoe Motozane (近衛 基実 ; 1143-1166), fils de Fujiwara no Tadamichi, c'est l'ancêtre de la famille. Il est très rapidement élevé dans la hiérarchie protocolaire. Dès l'âge de 5 ans, il est nommé au cinquième rang et à 14, au deuxième rang. De 1257 à 1260, il est udaijin. En 1258, il est chef de famille et immédiatement après, régent kanpaku pour l'empereur Nijō jusqu'en 1265, puis régent sesshō pour l'empereur Rokujō. Il est promu à titre posthume au premier rang réel daijō-daijin.
- Konoe Motomichi (近衛 基通 ; 1160-1233).
- Konoe Iezane (近衛 家実 ; 1179-1242), fils du précédent, il est udaijin en 1199, sadaijin en 1204, régent de 1206 à 1221, fonction qu'il quitte en 1221 après avoir été Premier ministre pendant un an. Pendant la guerre de Jōkyū, il se tient du côté des opposants à l'ancien empereur Go-Toba. De 1221 à 1223, il est de nouveau régent sesshō et régent kanpaku jusqu'en 1228. En 1242, il se fait moine sous le nom bouddhiste d'« Enshin ». Il est aussi connu sous le nom d"« Inokuma », d'où le titre de son journal Inokuma Kampaku-ki (= Guchu-reki), qui couvre l'époque 1199-1211. Cet ouvrage a été préservé parce que son descendant Masaie en a utilisé le dos pour décrire le rituel bouddhiste Sento Gohako le 20 septembre 1465[9]
- Konoe Motomichi (近衛 道経 ; mort en 1238), aussi appelé « Kitashiwara », est le frère cadet de Iezane. Il devient naidaijin en 1207 et udaijin en 1208. Il prend la tonsure en 1234 et meurt à l'âge de 55 ans.
- Konoe Iemichi (近衛 家通 ; mort en 1224 à 21 ans), est le frère ainé de Iezane, udaijin en 1219, sadaijin en 1221.
- Konoe Kanetsune (1210-1259 ; 近衛 兼経) est chūnagon de troisième rang en 1224, naidaijin en 1227, « ministre de Droite » en 1231 et « ministre de Gauche » en 1235. Après sa nomination au premier rang en 1236, il exerce la fonction de régent de 1237 à 1241. Il est Premier ministre pendant un an en 1240 et de nouveau régent sesshō en 1242 puis régent kanpaku de 1247 à 1252. Il laisse le Shigō go sukui ki (« Sur l'accession au trône du Shijō en l'année 1232 ») et son journal, Okanoya Kampaku-ki (岡屋關白記). Il est un des partisans de Dōgen quand celui-ci se trouve encore dans la capitale[10]. Sa femme est une fille de Kujō Michiie.
- Konoe Motohira (近衛 基平 ; 1246-1288), fils de Kanetsune, est gon-chunagon de troisième rang en 1255, naidaijin en 1258, udaijin en 1261, sadaijin en 1265 et régent en 1267. Il meurt l'année suivante à l'âge de 23 ans. Son journal s'appelle Shinjin-in Kampaku-ki.
- Konoe Iemoto (近衛 家基 ; 1261-1296), aussi appelé « Kōzanji », est le fils ainé du précédent. Udaijin en 1288, sadaijin en 1289, il est régent pour l'empereur Fushimi de 1289 à 1291 et de 1293 à 1296. Son épouse principale est une fille de l'empereur Kameyama. Son manuel de musique japonaise, le Zan’ya-shō, nous est parvenu. Son frère cadet, Konoe Kanemori (mort en 1336), est membre temporaire du conseil d'État et ministre extraordinaire en 1310.
- Konoe Tsunehira (近衛 経平 ; 1287-1318 ; aussi appelé « Gojōyōji ») est le fils de Iemoto avec son épouse principale et donc chef de famille. Élevé au troisième rang en 1295, il est gon-chūnagon en 1301 et naidaijin en 1309. Il est ministre de Droite en 1313 et de premier rang depuis 1315. Il est ministre de Gauche l'année suivante et instructeur du prince héritier en 1318.
- Konoe Iehira (近衛 家平 ; mort en 1324 à l'âge de 53 ans) est le fils de Iemoto et de sa concubine. Il est nommé udaijin en 1305, sadaijin en 1309 et régent de 1313 à 1315. Il est alcoolique et cause autant de dommages à l'empire que l'ivrogne Sugawara Tadanaga, car il se montre déloyal et partisan[11]. Le Masukagami révèle son attirance pour les adolescents. Après être entré dans les ordres, il prend le nom « Okamoto Nyōdō ». Son fils, Konoe Tsunetada (近衛 経忠 ; 1302-1352) est gon-chūnagon en 1316, udaijin en 1323 et sadaijin l'année suivante. Il est nommé régent kanpaku en 1330 et de nouveau en 1336-1337 puis élevé au rang de première classe. Il reste fidèle à la dynastie du Sud et accompagne l'empereur Go-Daigo en exil sur la montagne de Yoshino. Son fils s'appelle « Jitsugen ».
- Konoe Mototsugu (近衛 基嗣 ; 1305-1354), fils de Tsunehira, aussi connu sous le nom « Okaya Kampaku ». Après son élévation au rang de troisième ordre en 1316, il est gon-chūnagon en 1319, naidaijin en 1326 et enfin « ministre de Droite » de 1330 à 1331 et instructeur du prince héritier. De 1337 à 1338, il est régent pour l'empereur Kōmyō. Il est l'auteur de l'histoire du temple Ryōga-ji-ki.
- Konoe Michitsugu (近衛 道嗣 ; mort en 1387 à l'âge de 56 ans). Naidaijin en 1347, udaijin en 1349, sadaijin de 1360 à 1362, il est régent de 1361 à 1363. Il entre dans les ordres et prend le nom « Goshinshin-in ». Une peinture de 1364 dans le Jizoin en est probablement un portrait contemporain[12].
- Konoe Kanetsugu (近衛 兼嗣 ; mort en 1388 à l'âge de 29 ans), fils du précédent, est naidaijin et udaijin en 1375. Il exerce brièvement la fonction de régent sesshō en 1388.

### LeBakufude 1392
- Konoe Fusatsugu (近衛 房嗣 ; 1402-1488), fils de Tadatsuga, est un architecte de cour du temps de l'empereur Go-Daigo. Il aurait été l'architecte de la résidence shogunale Muromachi construite de 1433 à 1436. Son concurrent auprès de la cour est Ichijō Kanera. Il est régent de 1445 à 1447, Premier ministre en 1461 et se retire dans un monastère bouddhiste en 1474. Son fils ainé, Konoe Norimoto (近衛 教基 ; 1423-1462), est gon-chūnagon en 1442 et (左衛門督), naidaijin en 1455, udaijin en 1457 et (左大将).
- Konoe Masaie (近衛 政家 ; 1444-1505), deuxième fils de Funsatsugu.
- Konoe Hisamichi (近衛 尚通 ; 1472-1544), fils du précédent, est gon-dainagon en 1485, udaijin en 1493, sadaijin en 1496 et Premier ministre de 1512 à 1516. Il est en même temps régent de 1493 à 1497 et de nouveau en 1513 et 1514. Son journal est conservé sous le titre Gohōjōji Kampaku-ki. Sa fille est mariée à la famille shogunale puis est la mère d'Ashikaga Yoshiteru et Ashikaga Yoshimitsu[7].
- Konoe Taneie (近衛 稙家 ; 1503-1566), fils de Naomichi. Régent de 1525 à 1533 et de 1536 à 1542, puis Premier ministre de 1537 à 1542. En 1547, il suit Ashikaga Yoshiharu à Kita-shirakawa et sert le shogun. Sa fille, plus tard appelée « Keijuin », est la mère d'Ashikaga Yoshiteru.
- Konoe Sakihisa (近衛 前久 ; 1536-1612)
- Konoe Nobutada (近衛 信尹 ; 1565-1614 ; = Nobusuke), le calligraphe renommé.
- Konoe Nobuhiro (近衛 信尋 ; 1599-1649)
- Konoe Iehiro (近衛 家煕 ; 1667-1739)
- Konoe Hisatsugu (近衛 尚嗣), petit-fils de Nobuhiro, est udaijin depuis 1642, sadaijin en 1647 et régent de 1651 à 1553. Il décède à l'âge de 32 ans, peu après sa démission. Son fils, Motohiro, naît de sa liaison avec une servante, mais est néanmoins adopté par son épouse principale, la princesse Akiko.
- Konoe Motohiro (近衛 基熈 ; 1648-1722), fils du précédent.
- Konoe Hiroko (1666/3/26[13]-1741/2/28 à Edo), la fille de Motohiro, est l'épouse principale du shogun Ienobu Tokugawa.
- Konoe Iehisa (近衛 家久 ; 1687-1737), fils du précédent, transmet la shōgun senge en 1709 à son nouveau titulaire, son beau-frère. Il est udaijin en 1715, sadaijin en 1722, Premier ministre en 1733 et régent de 1726 à 1736. Son nom religieux (bouddhiste) est « Nyozeikan-in ». Son journal s'intitule Iehisakō-ki.
- Konoe Uchisaki (近衛 内前 ; 1728-1785), fils du précédent, il est naidaijin en 1743, udaijin en 1745 et sadaijin en 1749. Il est régent kanpaku pour l'empereur Momozono de 1757 à 1762, puis immédiatement après. Régent sesshō (jusqu'en 1372) pour l'empereur Go-Momozono, puis de nouveau kanpaku à la majorité de Go-Momozono jusqu'en 1778 et aussi dadodaijin depuis 1768. Sa femme est Tokugawa Katsuko (徳川勝子).
- Konoe Tsunehiro (近衛 経熙 ; 1761-1799), fils du précédent, il est naidaijin en 1779. De 1787 à 1791, intendant du ministre de Droite de l'ancien empereur et de ce fait, goyorakuin.
- Konoe Motosaki (近衛 基前 ; 1783-1820), commence sa carrière comme naidaijin de deuxième rang en 1799, puis devient précepteur du prince héritier (東宮傅). Il est ministre de Droite en 1813 puis ministre de Gauche de 1815 à 1820. Sa fille Sadako (定子) épouse Tokugawa Nariharu, le onzième gouverneur de la province d'Owari.
- Konoe Tadahiro (近衛 忠熙 ; 1808-1898), fils du précédent, il sert quatre empereurs, Kōkaku, Ninkō, Kōmei — pour qui il sert de régent en 1862 et 1863 — et Meiji. Il est victime de la purge d'Ansei en 1858 et doit se réfugier dans un monastère. Après trois ans, il est gracié et devient médiateur entre la cour impériale et le gouvernement shogunal. Il est anobli « prince » après la restauration de Meiji. Son épouse principale est une fille adoptive de Shimazu Narioki. Une de ses filles épouse le sadaijin Ichijō Saneyoshi.
- Konoe Tadahiro (近衛 忠房 ; 1838-73), fils ainé du précédent. Il est sadaijin en 1858 et aussi responsable des questions shintō ainsi que grand-prêtre du sanctuaire Ise-jingū. Il adopte son demi-frère, Atsumaro, beaucoup plus jeune que lui.

### Après 1868
- Konoe Atsumaro (近衞 篤麿, 1863-1904). Parmi ses fils :
  - Fumimaro Konoe (近衞 文麿, mort en 1945), Premier ministre ;
  - Hidemaro Konoye (近衛 秀麿, 1898-1973), compositeur et chef d'orchestre ;
- Tadateru Konoe (en) (近衞 忠煇), né en 1939).

## Source de la traduction
- (de) Cet article est partiellement ou en totalité issu de l’article de Wikipédia en allemand intitulé « Konoe (Familie) » (voir la liste des auteurs).